# Aglaophenia octocarpa
Aglaophenia octocarpa är en nässeldjursart som beskrevs av Nutting 1900. Aglaophenia octocarpa ingår i släktet Aglaophenia och familjen Aglaopheniidae. Inga underarter finns listade i Catalogue of Life.